# Pingstdagen
Pingstdagen är den dag som brukar benämnas som "kyrkans födelsedag". Se vidare artikeln pingst.
Den infaller 49 dagar (7 veckor) efter påskdagen (på 50:e dagen). Den liturgiska färgen är röd.
Temat för dagens bibeltexter enligt evangelieboken är Den helige Anden:, och en välkänd text är den evangelietext ur Apostlagärningarna, där Andens utgjutande beskrivs, en vändpunkt i urförsamlingens sinnelag.
De såg hur tungor som av eld fördelade sig och stannade på var och en av dem. Alla fylldes av helig ande och började tala andra tungomål, med de ord som Anden ingav dem. ... Förvirringen blev stor när var och en hörde just sitt språk talas. Utom sig av förvåning sade de: ”Men är de inte galileer allesammans, dessa som talar? Hur kan då var och en av oss höra sitt eget modersmål talas?

## Svenska kyrkan
Söndagens tema enligt 2003 års evangeliebok är Den heliga Anden. De bibeltexter som används för att belysa dagens tema är:
| Första årgången                                                                                    | Andra årgången | Tredje årgången | Psaltarpsalm        |
| Första Moseboken 11:1-9 Apostlagärningarna 2:1-11 (läses varje årgång) Johannesevangeliet 14:25-29 | Joel 2:28-29 Apostlagärningarna 2:1-11 (läses varje årgång) Johannesevangeliet 14:15-21 Apostlagärningarna 2:14-21 (alternativ text) | Jesaja 12:1-6 Apostlagärningarna 2:1-11 (läses varje årgång) Johannesevangeliet 7:37-39 Efesierbrevet 2:17-22 (alternativ text) | Psaltaren 104:27-31 |

## Pingstdagen olika år
Pingstdagen infaller för de västliga kyrkorna 49 dygn efter påskdagen enligt Don Knuths påskformel:
| - 13 maj 1951 - 1 juni 1952 - 24 maj 1953 - 6 juni 1954 - 29 maj 1955 - 20 maj 1956 - 9 juni 1957 - 25 maj 1958 - 17 maj 1959 - 5 juni 1960 - 21 maj 1961 - 10 juni 1962 - 2 juni 1963 - 17 maj 1964 - 6 juni 1965 - 29 maj 1966 - 14 maj 1967 - 2 juni 1968 - 25 maj 1969 - 17 maj 1970 - 30 maj 1971 - 21 maj 1972 - 10 juni 1973 - 2 juni 1974 - 18 maj 1975 - 6 juni 1976 - 29 maj 1977 - 14 maj 1978 - 3 juni 1979 - 25 maj 1980 | - 7 juni 1981 - 30 maj 1982 - 22 maj 1983 - 10 juni 1984 - 26 maj 1985 - 18 maj 1986 - 7 juni 1987 - 22 maj 1988 - 14 maj 1989 - 3 juni 1990 - 19 maj 1991 - 7 juni 1992 - 30 maj 1993 - 22 maj 1994 - 4 juni 1995 - 26 maj 1996 - 18 maj 1997 - 31 maj 1998 - 23 maj 1999 - 11 juni 2000 - 3 juni 2001 - 19 maj 2002 - 8 juni 2003 - 30 maj 2004 - 15 maj 2005 - 4 juni 2006 - 27 maj 2007 - 11 maj 2008 - 31 maj 2009 - 23 maj 2010 | - 12 juni 2011 - 27 maj 2012 - 19 maj 2013 - 8 juni 2014 - 24 maj 2015 - 15 maj 2016 - 4 juni 2017 - 20 maj 2018 - 9 juni 2019 - 31 maj 2020 - 23 maj 2021 - 5 juni 2022 - 28 maj 2023 - 19 maj 2024 - 8 juni 2025 - 24 maj 2026 - 16 maj 2027 - 4 juni 2028 - 20 maj 2029 - 9 juni 2030 - 1 juni 2031 - 16 maj 2032 - 5 juni 2033 - 28 maj 2034 - 13 maj 2035 - 1 juni 2036 - 24 maj 2037 - 13 juni 2038 - 29 maj 2039 - 20 maj 2040 | - 9 juni 2041 - 25 maj 2042 - 17 maj 2043 - 5 juni 2044 - 28 maj 2045 - 13 maj 2046 - 2 juni 2047 - 24 maj 2048 - 6 juni 2049 - 29 maj 2050 - 21 maj 2051 - 9 juni 2052 - 25 maj 2053 - 17 maj 2054 - 6 juni 2055 - 21 maj 2056 - 10 juni 2057 - 2 juni 2058 - 18 maj 2059 - 6 juni 2060 - 29 maj 2061 - 14 maj 2062 - 3 juni 2063 - 25 maj 2064 - 17 maj 2065 - 30 maj 2066 - 22 maj 2067 - 10 juni 2068 - 2 juni 2069 - 18 maj 2070 | - 7 juni 2071 - 29 maj 2072 - 14 maj 2073 - 3 juni 2074 - 26 maj 2075 - 7 juni 2076 - 30 maj 2077 - 22 maj 2078 - 11 juni 2079 - 26 maj 2080 - 18 maj 2081 - 7 juni 2082 - 23 maj 2083 - 14 maj 2084 - 3 juni 2085 - 19 maj 2086 - 8 juni 2087 - 30 maj 2088 - 22 maj 2089 - 4 juni 2090 - 27 maj 2091 - 18 maj 2092 - 31 maj 2093 - 23 maj 2094 - 12 juni 2095 - 3 juni 2096 - 19 maj 2097 - 8 juni 2098 - 31 maj 2099 - 16 maj 2100 |

## Annandag pingst
I Sverige var annandag pingst en helgdag fram till och med 2004, och pingsten hörde därmed till storhelgerna.  Från år 2005 avskaffades annandag pingst som helgdag, och istället blev Sveriges nationaldag den 6 juni en helgdag.

### Fotnoter
1. ↑  ”Pingstdagen”. Svenska kyrkan. Arkiverad från originalet den 8 december 2015. https://web.archive.org/web/20151208183433/https://www.svenskakyrkan.se/troochandlighet/kyrkoarets-bibeltexter?helgdag=72. Läst 27 november 2015.
2. ↑   Den svenska psalmboken med tillägg. Stockholm: Verbum. 2005. sid. 1444–1447. Libris ht7wjxh8f3k4gcqk. ISBN 978-91-526-5515-3